# Jesper Taube (kock)
Jesper Alexander Joachim Evert Taube, född 13 januari 1960 i Enskede församling, Stockholm, är en svensk kock.

## Biografi
Taubes köksbana började på Johanna i Göteborg för att sedan fortsätta till Eriks och Greitz i Stockholm. Han var även en tid köksmästare ombord M/S Gustafsberg VII. Han driver restaurang Grand National i Nalen i Stockholm, samt tillsammans med Göran Landh restaurangerna ombord S/S Stockholm och M/S Waxholm III.
Jesper Taube är son till Sven-Bertil och Inger Taube. Han är halvbror till  Sascha Zacharias samt sonson till Astri och Evert Taube.
Taube är bosatt på Södermalm i Stockholm.

## Filmografi
- 1968 – Lejonsommar